# Duccio Tessari
Duccio Tessari, nascut Amadeo Tessari, (Gènova, 11 d'octubre de 1926 − Roma, Itàlia, 6 de setembre de 1994) va ser un director de cinema i guionista italià.

## Biografia
Casat amb l'actriu Lorella De Luca, és el pare de l'actriu Fiorenza Tessari.

## Filmografia

### Director
- 1962: Arrivano i titani
- 1963: Il fornaretto di Venezia
- 1964: La sfinge sorride prima di morire - stop - Londra
- 1965: Una voglia da morire
- 1965: Una pistola per Ringo
- 1965: Il ritorno di Ringo
- 1966: Kiss Kiss... Bang Bang
- 1967: Per amore... per magia...
- 1968: Meglio vedova
- 1968: I bastardi
- 1969: Vivi o, preferibilmente, morti
- 1970: Quella piccola differenza
- 1970: La morte risale a ieri sera
- 1971: Una farfalla con el ali insanguinate
- 1971: Forza 'G'
- 1971: ¡Viva la muerte... tua!
- 1973: Tony Arzenta
- 1973: Gli eroi
- 1974: L'uomo senza memoria
- 1974: Tough Guys
- 1975: El Zorro
- 1976: Safari Express
- 1976: La madama
- 1978: Das fünfte Gebot
- 1981: Un centesimo di secondo
- 1984: Nata d'amore (fulletó TV)
- 1985: Tex Willer e il signore degli abissi
- 1985: Baciami strega (TV)
- 1986: Bitte laßt die Blumen leben
- 1987: Una grande storia d'amore (TV)
- 1988: Guerra di spie (fulletó TV)
- 1990: C'era un castello con 40 cani
- 1991: Rio Verde (fulletó TV)
- 1992: Beyond Justice
- 1994: Il principe del deserto (fulletó TV)

### Guionista
- 1958: Pezzo, capopezzo e capitano
- 1959: Gli ultimi giorni di Pompei
- 1960: Messalina Venere imperatrice
- 1960: Cartagine in fiamme
- 1960: La venjança d'Hèrcules (La vendetta di Ercole)
- 1960: La regina delle Amazzoni
- 1960: La rivolta degli schiavi
- 1961: Marco Polo
- 1961: Maciste contro il vampiro
- 1961: Romolo e Remo
- 1961: Il colosso di Rodi
- 1961: Ercole alla conquista di Atlantide
- 1961: Maciste alla corte del Gran Khan
- 1961: Le meraviglie di Aladino
- 1961: Ercole al centro della terra
- 1963: Il piccolo caffè (TV)
- 1963: Il fornaretto di Venezia
- 1964: Il ponte dei sospiri
- 1964: Per un grapat de dòlars (Per un pugno di dollari)
- 1964: La sfinge sorride prima di morire - stop - Londra
- 1965: Una pistola per Ringo
- 1965: Il ritorno di Ringo
- 1966: Sette pistole per i MacGregor
- 1966: Zarabanda Bing Bing
- 1966: Kiss Kiss... Bang Bang
- 1967: Dick Smart 2007
- 1967: Per amore... per magia...
- 1968: Un treno per Durango
- 1968: Meglio vedova
- 1968: I bastardi
- 1969: Vivi o, preferibilmente, morti
- 1970: Quella piccola differenza
- 1970: La morte risale a ieri sera
- 1971: Una farfalla con el ali insanguinate
- 1971: Forza 'G'
- 1976: Safari Express
- 1976: La madama
- 1978: Das fünfte Gebot
- 1985: Tex Willer e il signore degli abissi
- 1988: Guerra di spie (fulletó TV)
- 1990: C'era un castello con 40 cani
- 1991: Rio Verde (fulletó TV)